# Acer grosseri
Acer grosseri é uma espécie de árvore do gênero Acer, pertencente à família Aceraceae.